# آرثر فيرنر
آرثر فيرنر (بالألمانية: Arthur Werner)‏ هو مهندس وسياسي ألماني، ولد في 15 أبريل 1877 في برلين في ألمانيا، وتوفي بنفس المكان في 27 يوليو 1967. نشط حزبياً في الحزب النازي. وقد انتخب عمدة برلين وانتخب عمدة.